# Opgooizweefmolen
De opgooizweefmolen is een attractie op Nederlandse kermissen. Het is een specifieke vorm van een zweefmolen. Onder de molen staan medewerkers die de zitbakjes omhoog slingeren. Dit kan ook een enkele medewerker zijn die met de draairichting mee rondom de molen loopt en hierbij de zitjes omhoog slingert. De opgooimolen komt vooral voor op kermissen in het noorden en noordoosten van het land.

## Techniek
De opgooimolen wordt aangedreven door een motor. Vanuit deze motor gaan rubberen kettingen naar de schans. Deze schans is een langwerpige stalen pijp met aan het uiteinde rolletjes, die de mast aandrijven. De mast is de dikke zuil in het midden van de molen, aan deze zuil hangen steekpalen. Deze steekpalen, waaraan de bakjes aan hangen, zijn zo'n drie meter lang.
De aandrijving is elektrisch, de aansturing van de elektromotor gebeurt via een waterweerstand. Dat is een bak die is gevuld met water waar soda of zout aan is toegevoegd. Er zitten meestal drie tanden aan het scharnierende deksel van de bak. De hoeveelheid energie wordt geregeld door de stroom via deze kwadrantvormige messen in het water te laten zakken. Als deze het water raken gaat de molen draaien. Hoe dieper, hoe breder de tanden, hoe sneller de molen kan draaien.

## De Nederlandse kermis en de opgooimolen
De opgooimolen komt voor op elke kleine kermis in het noorden en noordoosten van Nederland. Vooral bij dorpsfeesten is deze attractie populair. In het zuiden en westen is deze attractie minder bekend.